# La Sagne
La Sagne – miejscowość i gmina w zachodniej Szwajcarii, w kantonie Neuchâtel. 

## Demografia
W La Sagne mieszka 1 058 osób. W 2021 roku 11,2% populacji gminy stanowiły osoby urodzone poza Szwajcarią. 